# Saint-Étienne-de-Vicq
Saint-Étienne-de-Vicq település Franciaországban, Allier megyében. Lakosainak száma 527 fő (2022. január 1.). Saint-Étienne-de-Vicq Billezois, Bost, Cusset, Magnet, Molles és Saint-Christophe-en-Bourbonnais községekkel határos.

## Népesség
A település népessége az elmúlt években az alábbi módon változott:
| Lakosok száma | 451  | 390  | 406  | 456  | 530  | 524  | 526  | 526  | 526  | 527  |
|               | 1968 | 1982 | 1990 | 2006 | 2013 | 2015 | 2017 | 2019 | 2020 | 2022 |